# عباس کاتوزیان
عباس کاتوزیان (۲۰ مرداد ۱۳۰۲ – ۲۲ فروردین ۱۳۸۷) نقاش معاصر اهل ایران بود.

## زندگی‌نامه
عباس کاتوزیان که در دو سالگی مادرش را از دست داد و در کنار پدرش دوران کودکی را سپری کرد. وی شیفته نقاشی، طبیعت و ورزش بود. بطوریکه ورزش را از چهارده سالگی در زورخانه حاج‌وزیری آغاز نمود و سپس کوهنوردی و بوکس را نیز تا اواخر عمر خود ادامه داد.
کاتوزیان تحصیلات خود را از هنرستان کمال‌الملک آغاز کرد و بعدها مدتی نیز به عنوان نایب رئیس این دبیرستان فعالیت کرد. از جمله اساتید او حسین شیخ و محمود اولیا بوده‌اند. او از نسل دوم مکتب کمال‌الملک بود.
وی در کنار نقاشی به پرورش گل و گیاه علاقه ای وافر داشت و از کارشناسان و کلکسیونرهای خبره اشیاء قدیمی و آنتیک بود. او همچنین در آشپزی و بذله گویی و شوخ‌طبعی و گرد هم آوردن دوستان و شاگردان زبانزد بود.
موضوعات نقاشی وی عمدتاً پرتره، نقاشی فیگوراتیو و طبیعت بی‌جان بود. عباس کاتوزیان از جمله برترین نقاشان معاصر ایران بود که آثار بسیاری به سبک رئالیسم و اکسپرسیونیسم از خود به یادگار گذاشت. وی یکی از قوی‌ترین نقاشان پرتره و فیگوراتیو در میان نقاشان معاصر ایران می‌باشد. از آثار معروف او می‌توان تابلوی دختر زیبای کرد را نام برد که شاید تا کنون صدها تخته فرش از رویش کپی و بافته شده‌است. آثاری چون «گر آمدنم به من بدی نامدمی»، تابلوی نقاش پیر، ترمه فروش، نگاه رند، استاد شهریار، زرتشت و همچنین ترکیب بندی‌های استادانه‌ای از سبدهای گل و میوه همگی از جمله آثار جاودانه تاریخ هنر نقاشی رئالیسم ایران می‌باشند. در طول زندگی پربار هنری او ۲۷ نمایشگاه در تهران و ۹ نمایشگاه در آبادان از آثارش ترتیب داده شد. وی تنها نقاش ایرانیست که در سال ۱۳۵۲ نمایشگاهی همراه با آثار کمال الملک در مجلس شورای ملی آن زمان از آثارش افتتاح شد و مدت ۱۰۰ روز در معرض دید شیفتگان هنر قرار داشت. کاتوزیان برگزاری این نمایشگاه را افتخار بزرگی در زندگی خویش می‌دانست. تعداد ۵ نمایشگاه در آمریکا و یک نمایشگاه در لرد لیتون هاوس لندن (کتابخانه ملی) از آثار استاد برپا شد که با نقد مطبوعات و مصاحبه رادیو و تلویزیون همراه بود. همچنین دو نمایشگاه از آثار استاد در فرانسه برگزار گردید که در ۳ شماره مجله ایماژ دو موند نقد و به چاپ رسید. آثار او در نمایشگاه‌ها و موزه‌های داخلی و موزه‌های اروپایی در معرض دید قرار دارد.

## اواخر عمر

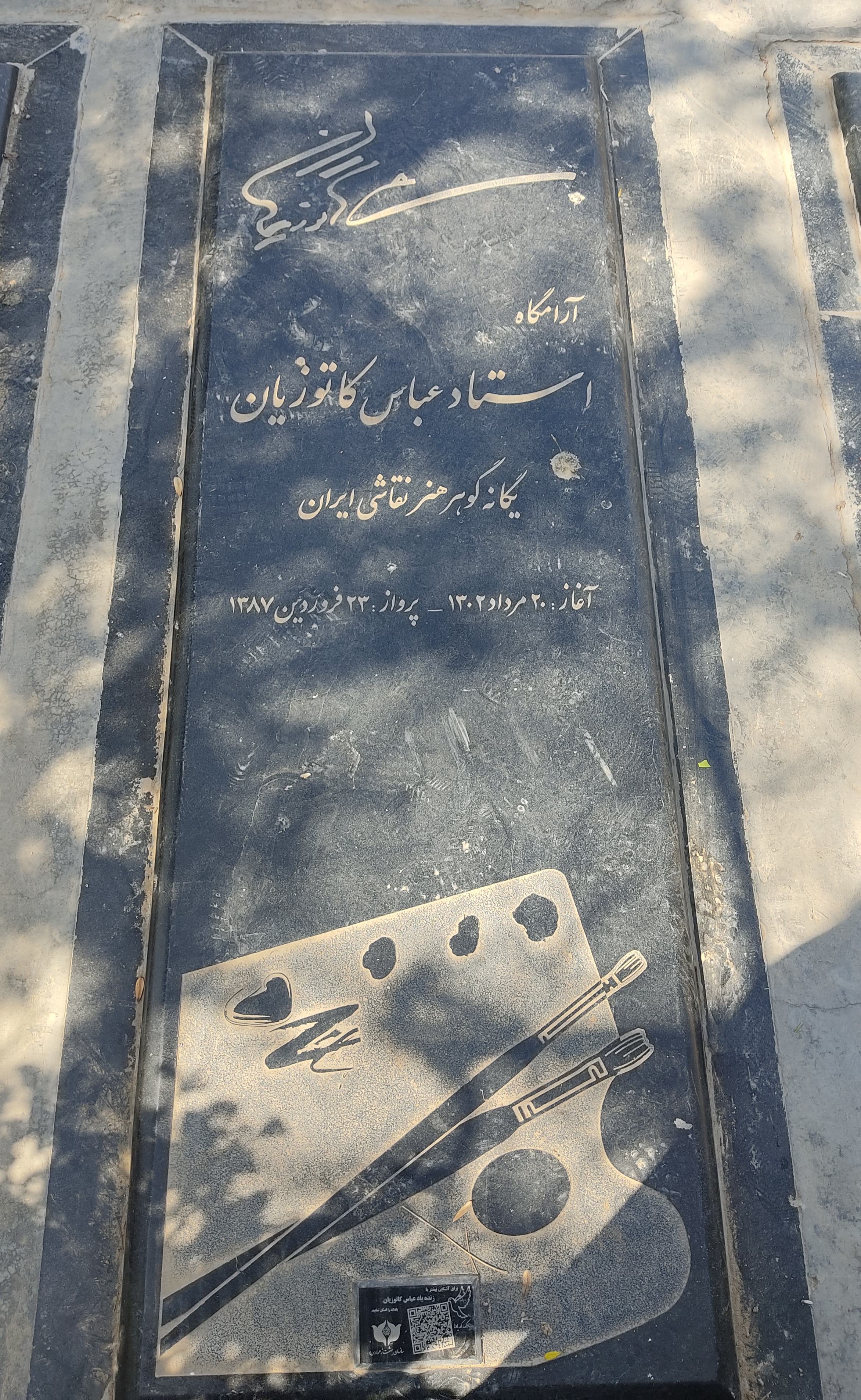
قبر عباس کاتوزیان در قطعه هنرمندان بهشت زهرا

کاتوزیان اواخر عمر را در انزوا گذراند و تنها تعداد معدودی شاگرد داشت. وی سرانجام پس از گشایش آخرین نمایشگاهش در فرهنگسرای نیاوران در ۲۲ فروردین ۱۳۸۷ بر اثر کهولت سن درگذشت.

## فهرست آثار
| تصویر | عنوان          | سال  | مدیوم            | ابعاد             |
| ----- | -------------- | ---- | ---------------- | ----------------- |
|       | دختر زیبای کرد | ۱۳۶۸ | رنگ روغن روی بوم | ۱۰۰ × ۸۰ سانتی‌متر |